# Quintaine
Ne pas confondre avec le droit de quintaine dû par les mariés de l'année à leur seigneur sous l'Ancien Régime, avatar peut-être de l'ancien droit de cuissage si tant est que celui-ci ait réellement existé.
Pour la reconstitution de la « joute du Sarrasin » en Toscane, voir Giostra del Saracino.

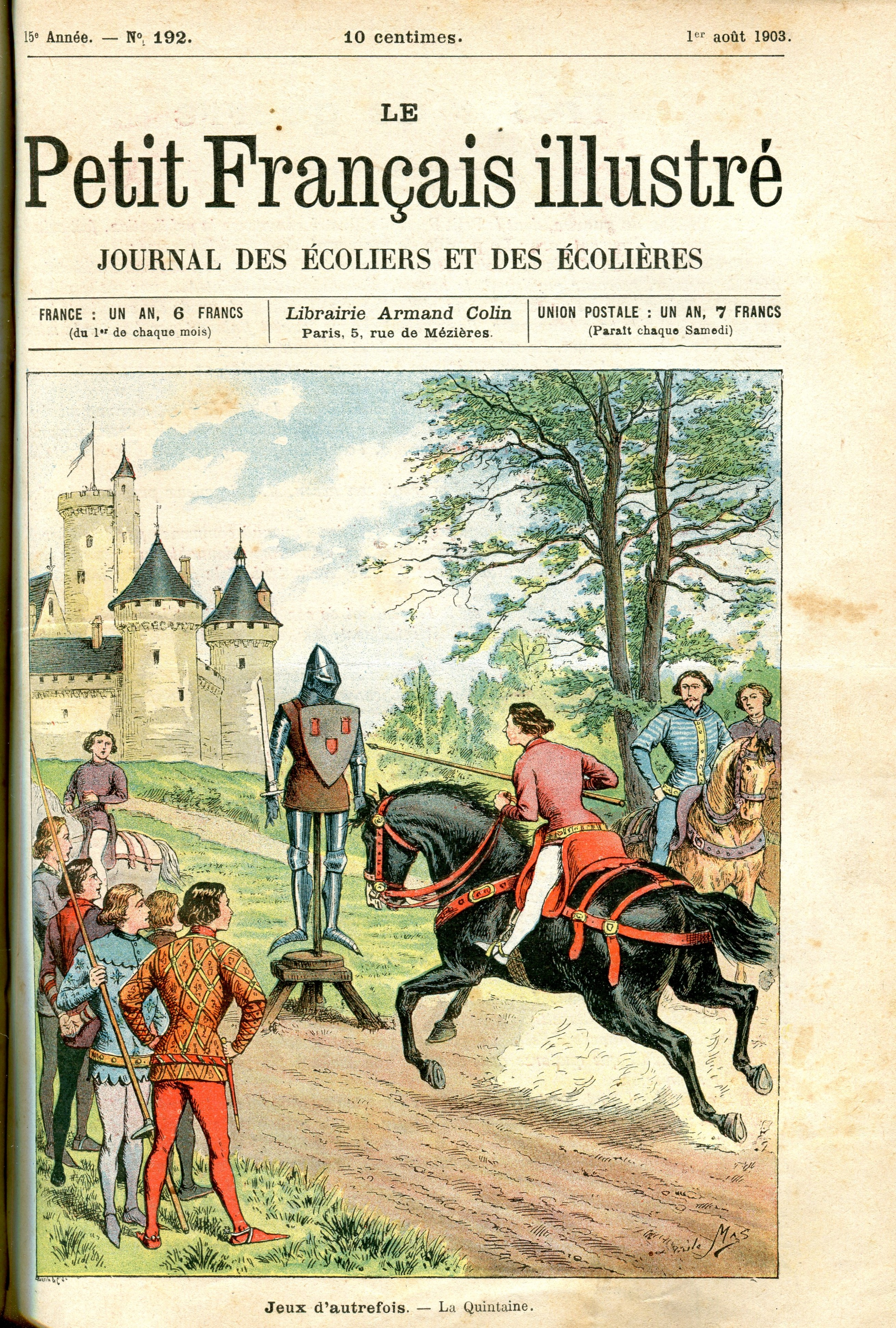
Jeux d'autrefois - La Quintaine par Émile Mas in : Le Petit Français illustré 1903

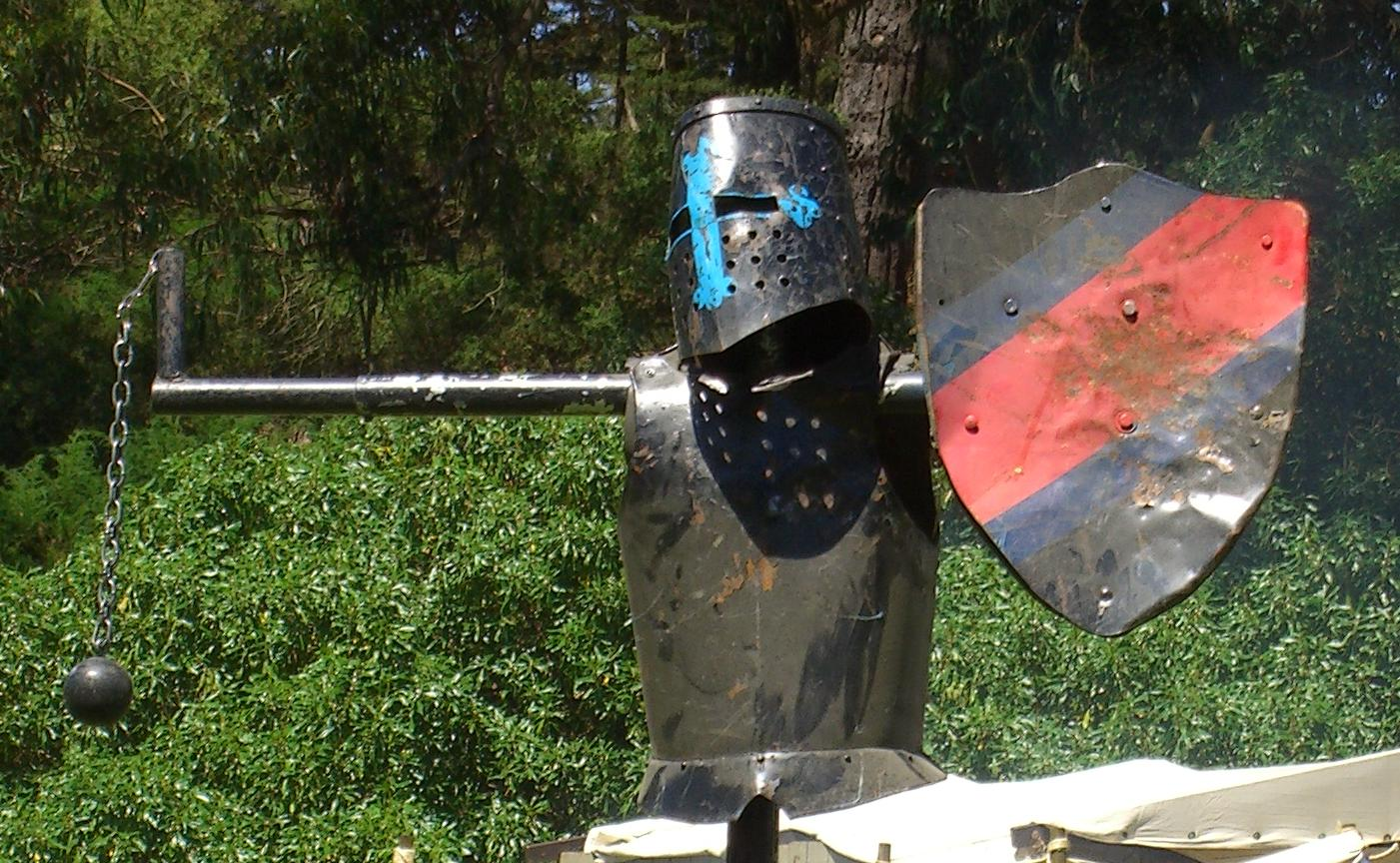
Une quintaine : mannequin et son écu.

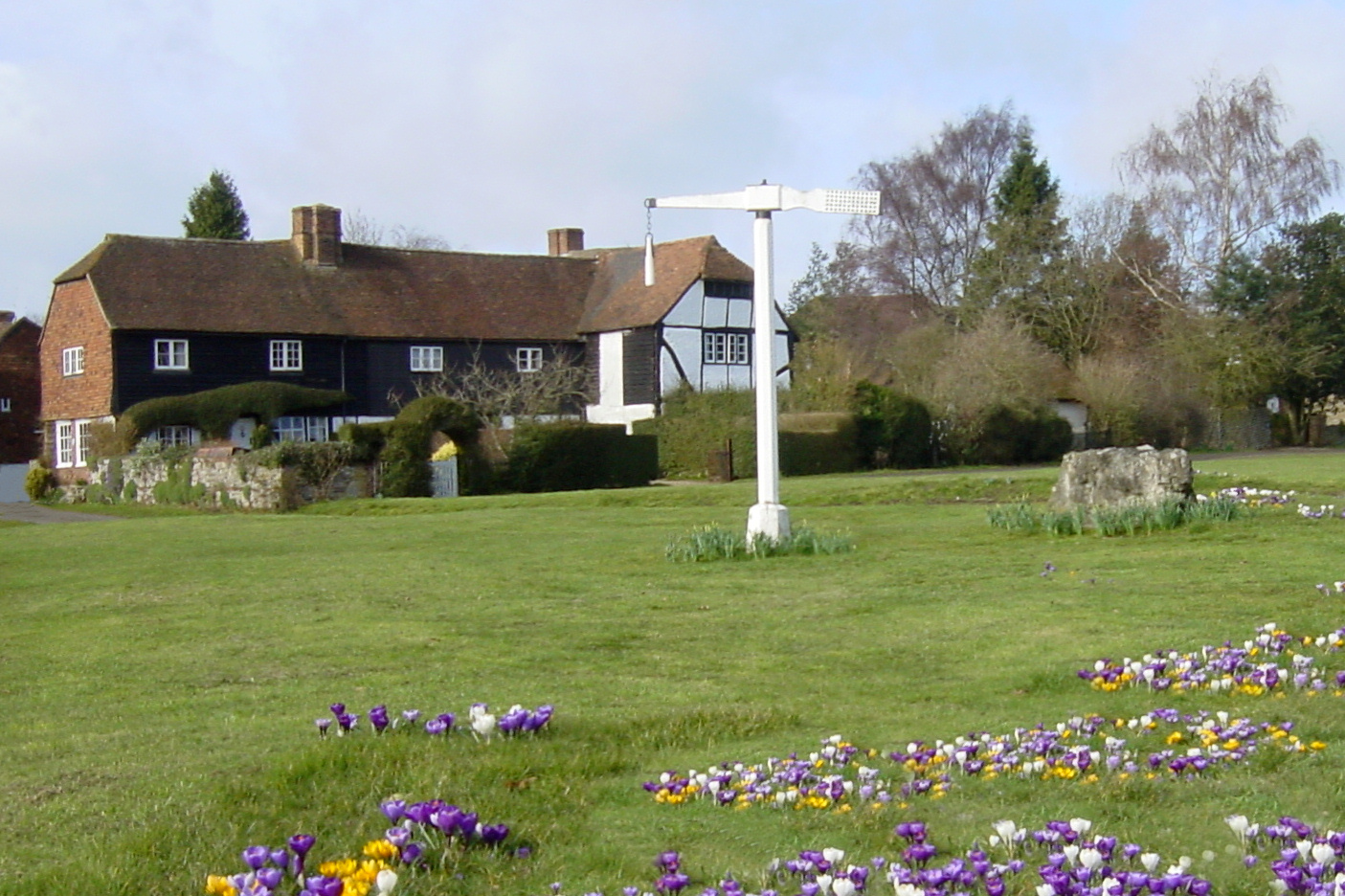
Une quintaine avec une masse.

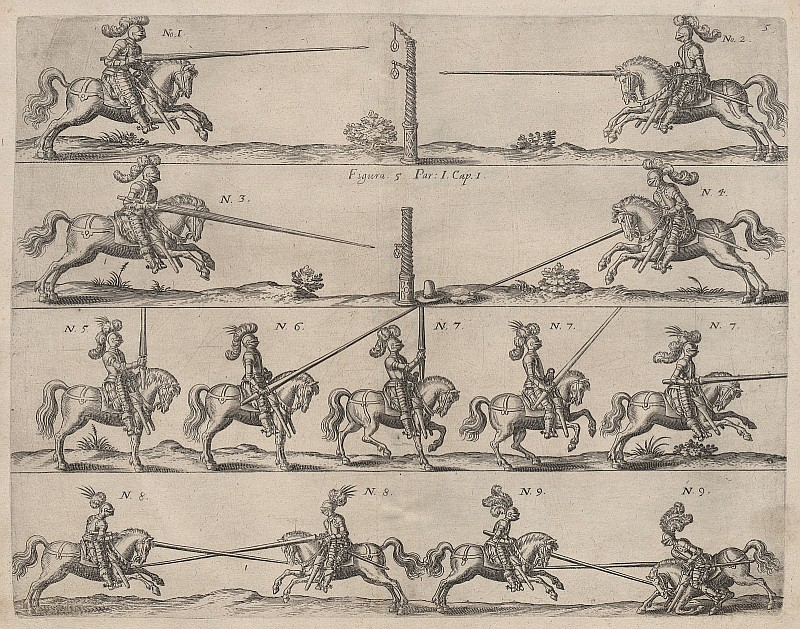
Joute de l'anneau et « technique de la lance couchée ».

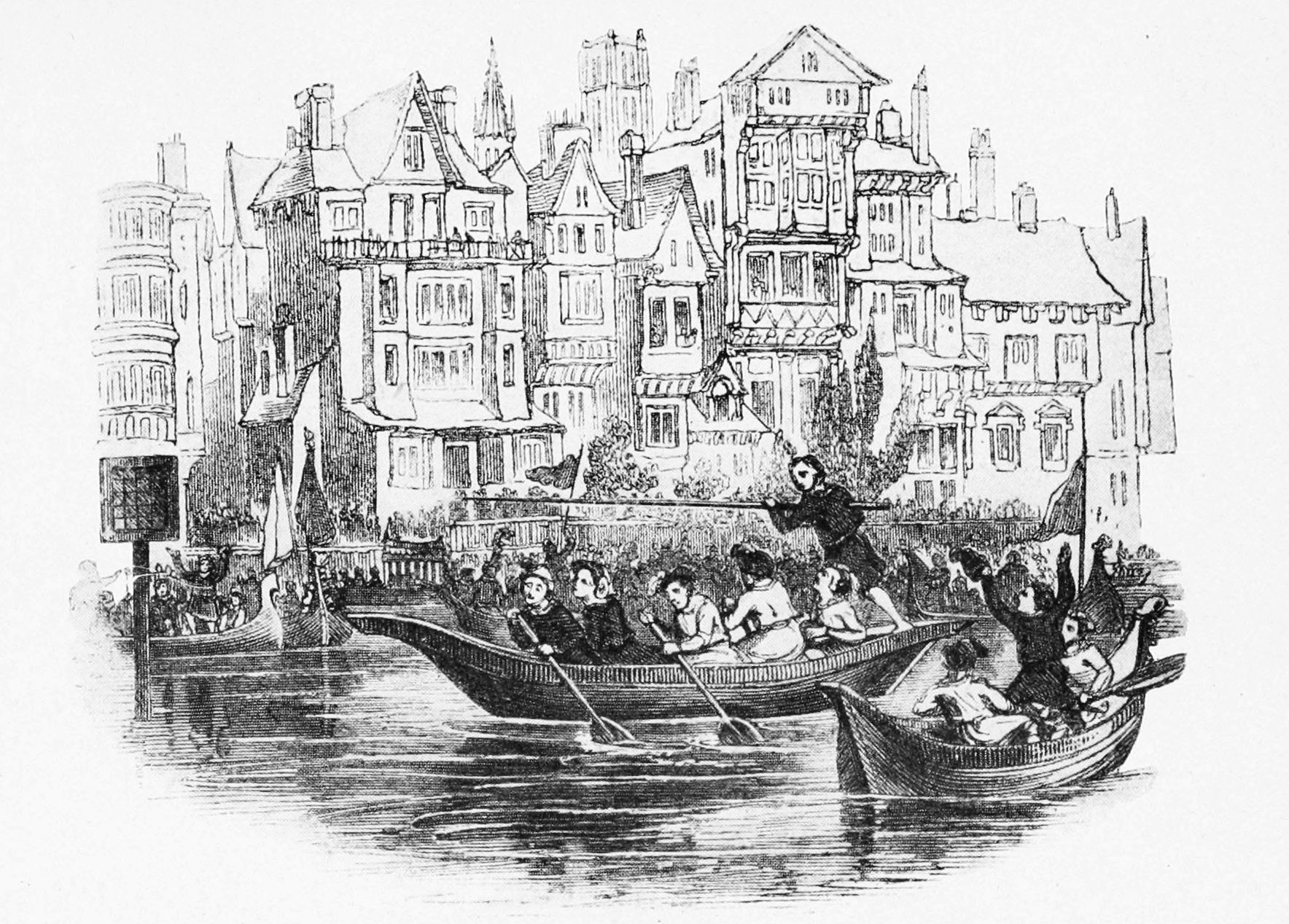
Une quintaine sur l'eau (1242).

La quintaine, appelée aussi joute du Sarrasin, est un terme employé au Moyen Âge pour désigner un jeu d'adresse consistant pour un chevalier à percuter avec sa lance tendue un trophée de cinq armes ou le bouclier d'un mannequin surmontant un mât fixe ou rotatif. Ce sport médiéval, principalement destiné à entraîner les chevaliers, est également un divertissement pratiqué par toutes les couches sociales d'une société de l'Ancien Régime (paysans montés sur des ânes par exemple).

## Origine et évolution du terme
Ce terme est issu du latin quintāna via, littéralement cinquième voie dans le camp romain située entre le 5e et le 6e manipules, où avaient lieu le marché et des exercices militaires. Par extension, il a fini par désigner le poteau utilisé pour ces exercices militaires.
À l'origine, le poteau est surmonté d'une planche ou d'un bouclier et au Moyen Âge, le jeu était ouvert aux jeunes hommes, quelle que soit leur condition. Ils pouvaient être à pied, utiliser un cheval en bois ou sur l'eau (joute nautique). Les hommes à cheval étaient uniquement des chevaliers qui voyaient en cette épreuve un entraînement aux joutes et qui ont popularisé cette épreuve. Pour transformer cet entraînement en divertissement plus risqué, on accroche un bras articulé perpendiculairement au pieu ou au mannequin. Sur ce bras articulé pend une lourde masse accrochée à une chaîne ou un fléau d'armes.
Au XVIIe siècle et les siècles suivants, des variantes à la quintaine sont introduites : 
- « joute de l'anneau » : la lance doit enfiler un anneau sur une potence ou tenu par un écuyer, le vainqueur étant celui qui décroche le plus d'anneaux (ou, autre variante, de bagues). Au XXIe siècle c'est un jeu d'adresse toujours pratiqué par les gauchos argentins.

- « épreuve des écus renversés » : le chevalier renverse avec sa lance des écus posés en équilibre sur le sol.

- « passe d'armes » : le chevalier atteint de sa lance un écu fixe de l'autre côté de la lice gardée par un chevalier provocateur[4].

D'autres variantes sont décrites, par exemple à La Gacilly en 1449 où le poteau de quintaine est placé au milieu de la rivière, ou encore à Pontivy où la fête de quintaine se déroulait chaque mardi de Pâques et tous les mariés de l'année devaient y participer, sauf à payer une amende
.
Ce jeu était encore pratiqué dans certaines régions au XIXe siècle, par exemple dans le Pays Bigouden

## Technique
Le chevalier, sur son destrier, doit toucher l'écu au galop. Le bras articulé tourne et la masse doit être esquivée par l'effacement du chevalier qui se couche sur l'encolure du cheval. Les moins vifs peuvent aussi parer le coup avec leur propre bouclier. S'il manque la cible... rien ne se passe, hormis les clameurs désapprobatrices de la foule.